# Victoria van Baden
Sophie Marie Victoria van Baden (Karlsruhe, Duitsland, 7 augustus 1862 — Rome, 4 april 1930), prinses van Baden, koningin van Zweden, was de dochter van groothertog Frederik I van Baden en prinses Louise van Pruisen, de dochter van keizer Wilhelm I van Duitsland.
Victoria trouwde op 20 september 1881 te Karlsruhe met Gustaaf, toen nog de kroonprins van Zweden. Na de dood van haar schoonvader, koning Oscar II van Zweden, besteeg haar echtgenoot de Zweedse troon en werd zij koningin-gemalin van Zweden.
Victoria en Gustaaf kregen drie kinderen:
- Gustaaf VI Adolf (1882-1973), koning van Zweden, huwde met Margaretha van Connaught
- Willem (1884-1965), trouwde met Maria Paulowna van Rusland, een kleindochter van tsaar Alexander II van Rusland
- Erik (1889-1918)

Victoria had grote politieke invloed op haar echtgenoot. Na de Eerste Wereldoorlog verloor zij haar populariteit, omdat ze erg Duitsgezind was. Zij was getalenteerd op veel gebieden: ze was een bijzonder goed in het schilderen en fotograferen, en hield zich intensief bezig met experimentele ontwikkelingstechnieken. Ook was ze een uitstekende pianiste, die bijvoorbeeld de hele Ring des Nibelungen uit haar hoofd kon spelen. Victoria van Baden hield zich in Zweden veel bezig met liefdadigheidsinstellingen. Zij was haar leven lang ziekelijk. In de eerste dertig jaar van haar leven werd zij behandeld door haar artsen met therapieën die haar ziekte eerder verergerden. In 1892 echter kreeg zij een nieuwe hofarts in de geneesheer en schrijver Axel Munthe, die haar adviseerde regelmatig te gaan kuren in zuidelijke landen. Daarna ging ze onder meer regelmatig naar Egypte en naar het Italiaanse eiland Capri, waar Munthe een villa had, en bouwde zich daar een eigen residentie, met een groot park eromheen. Deze villa inspireerde haar tot de bouw van het Slot Solliden op het eiland Öland, waar de koninklijke familie sindsdien haar zomervakanties doorbrengt.

## Voorvaderen

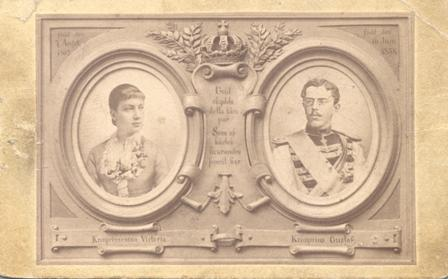
Koningin Victoria van Zweden en haar man

| Victoria van Baden             | Victoria van Baden                                                                          | Victoria van Baden                                                                          | Victoria van Baden                                                                     | Victoria van Baden                                                                     | Victoria van Baden                                                                             | Victoria van Baden                                                                             | Victoria van Baden                                                                                  | Victoria van Baden                                                                                  |
| ------------------------------ | ------------------------------------------------------------------------------------------- | ------------------------------------------------------------------------------------------- | -------------------------------------------------------------------------------------- | -------------------------------------------------------------------------------------- | ---------------------------------------------------------------------------------------------- | ---------------------------------------------------------------------------------------------- | --------------------------------------------------------------------------------------------------- | --------------------------------------------------------------------------------------------------- |
| Overgrootouders                | Karel Frederik van Baden (1728–1811) ∞ 1769 Luise Karoline Geyer von Geyersberg (1768–1820) | Karel Frederik van Baden (1728–1811) ∞ 1769 Luise Karoline Geyer von Geyersberg (1768–1820) | Gustaaf IV Adolf van Zweden (1778–1837) ∞ 1768 Frederika van Baden (1781–1826)         | Gustaaf IV Adolf van Zweden (1778–1837) ∞ 1768 Frederika van Baden (1781–1826)         | Frederik Willem III van Pruisen (1770–1840) ∞ 1793 Louise van Mecklenburg-Strelitz (1776–1810) | Frederik Willem III van Pruisen (1770–1840) ∞ 1793 Louise van Mecklenburg-Strelitz (1776–1810) | Karel Frederik van Saksen-Weimar-Eisenach (1783–1853) ∞ 1804 Maria Pavlovna van Rusland (1786–1859) | Karel Frederik van Saksen-Weimar-Eisenach (1783–1853) ∞ 1804 Maria Pavlovna van Rusland (1786–1859) |
| Grootouders                    | Leopold van Baden (1790–1852) ∞ Sofie van Zweden (1801–1856)                                | Leopold van Baden (1790–1852) ∞ Sofie van Zweden (1801–1856)                                | Leopold van Baden (1790–1852) ∞ Sofie van Zweden (1801–1856)                           | Leopold van Baden (1790–1852) ∞ Sofie van Zweden (1801–1856)                           | Wilhelm I van Duitsland (1797–1888) ∞ 1829 Augusta van Saksen-Weimar-Eisenach (1811–1890)      | Wilhelm I van Duitsland (1797–1888) ∞ 1829 Augusta van Saksen-Weimar-Eisenach (1811–1890)      | Wilhelm I van Duitsland (1797–1888) ∞ 1829 Augusta van Saksen-Weimar-Eisenach (1811–1890)           | Wilhelm I van Duitsland (1797–1888) ∞ 1829 Augusta van Saksen-Weimar-Eisenach (1811–1890)           |
| Ouders                         | Frederik I van Baden (1826-1907) ∞ 1829 Louise Marie Elisabeth van Pruisen (1838–1923)      | Frederik I van Baden (1826-1907) ∞ 1829 Louise Marie Elisabeth van Pruisen (1838–1923)      | Frederik I van Baden (1826-1907) ∞ 1829 Louise Marie Elisabeth van Pruisen (1838–1923) | Frederik I van Baden (1826-1907) ∞ 1829 Louise Marie Elisabeth van Pruisen (1838–1923) | Frederik I van Baden (1826-1907) ∞ 1829 Louise Marie Elisabeth van Pruisen (1838–1923)         | Frederik I van Baden (1826-1907) ∞ 1829 Louise Marie Elisabeth van Pruisen (1838–1923)         | Frederik I van Baden (1826-1907) ∞ 1829 Louise Marie Elisabeth van Pruisen (1838–1923)              | Frederik I van Baden (1826-1907) ∞ 1829 Louise Marie Elisabeth van Pruisen (1838–1923)              |
| Victoria van Baden (1862–1930) |                                                                                             |                                                                                             |                                                                                        |                                                                                        |                                                                                                |                                                                                                | | |

- Bibliothèque nationale de France: cb14976470f (data)
- Gemeinsame Normdatei: 11903090X
- International Standard Name Identifier: 0000 0000 7329 5365
- KulturNav: 72bfd9eb-55f4-4506-9162-e0462c269ccb
- Library of Congress Control Number: n91102769
- PIC: 315838
- Istituto Centrale per il Catalogo Unico: BMTV001228
- LIBRIS: 99808
- Virtual International Authority File: 100384088
- WorldCat: E39PCjxkVFjgbWgkgMHrcxX7h3